# 陳德元 (萬曆進士)
陳德元（1565年—1621年），字叔仁，号葆初，浙江嘉兴府秀水县人。明朝政治人物。

## 生平
萬曆七年（1579年）己卯科浙江乡试第四十一名舉人，二十六年（1598年）戊戌科進士，兵部觀政，初任济南府推官，詳慎刑章，多所平反。三十二年擢礼部主客司主事，会代藩谋夺嫡，辇金長安，部议两可。德元力持大义，引经据案，卒明長幼之伦，定册立之典。万历四十年四月，由礼部郎中升为福建漳南道右参政。四十三年升山东按察使，四十四年升本省右布政，四十六年七月升湖廣左布政使，设法赈饥，节省冗费，剔釐中外，所至以廉敏稱。泰昌初，命巡撫廣西，积劳成疾，具疏請告，尋卒，予祭葬。

## 引用
1. ↑  《秀水县志》卷之二·坊表：「元魁濟美」：爲萬曆己卯科陳懿典、沈懋莊、胡士章、馬上錦、俞夢陽、盛萬年、吴勲、李萬春、陳德元、吴弘濟、陸長庚、懷所學、張煒、奚文嵩、陳光贊、王慎德、陳九韶、馬維銘、張思明、孫成名、沈中虚、孫詩立。
2. ↑  《萬曆二十六年戊戌科進士履歷》：陈德元，葆初，書四房，乙丑四月初一日生。秀水人，己卯四十二，会二百三十六，三甲九十二。兵部政，戊戌授济南府推官，甲辰升礼部主事，戊申升员外，己酉升郎中，本年调儀制司，壬子升付建漳南道右参政，乙卯升山东按察使，丙辰升右布政，戊午升湖广左布政，庚申升广西巡抚，辛酉养病。曾祖克和。祖廷器。父尚贤。
3. ↑  万历三十三年十二月，命少詹事全天叙、左谕德周如砥、编修顾秉谦、温体仁、简讨刘一燝、王毓宗、礼部主事王三才、陈德元赍御书往各王府。
4. ↑  万历四十六年七月，以山东右布政陈德元为湖广左布政。
5. ↑  泰昌元年秋九月，策都复参原任湖广布政新升广西巡抚陈德元，言德元去岁不能定武昌之变，而今日安可膺节钺之任。下部议。
6. ↑  天启元年二月，新升广西巡抚右副都御史陈德元以病乞归，许之。
7. ↑  《秀水县志》